# Trachyspermum clavatum
Trachyspermum clavatum är en flockblommig växtart som beskrevs av Nasir. Trachyspermum clavatum ingår i släktet ajowaner, och familjen flockblommiga växter. Inga underarter finns listade i Catalogue of Life.